# Ruta Sepetys

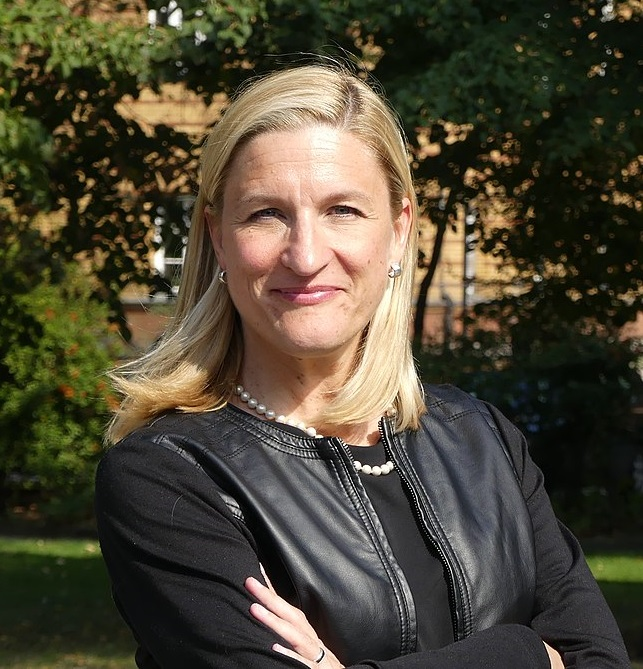
Ruta Sepetys en 2016.

Ruta Sepetys est une autrice américano-lituanienne, née le 19 novembre 1967.

## Publications
- Between Shades of Gray (2011)  (ISBN 978-0-399-25412-3).
- Out of the Easy (2013)  (ISBN 978-0-399-25692-9).
- Le Sel de nos larmes (Salt to the Sea), 2016  (ISBN 978-0399160301).
- Fountains of Silence (2019)  (ISBN 978-0399160318).
- I Must Betray You (2022)  (ISBN 978-1-9848-3604-5).
- Si je dois te trahir (2023)  (ISBN 9782075172165)
- Ce qu'ils n'ont pas pu nous prendre[1].